# ميلادا إميروفا
ميلادا إميروفا (من مواليد 4 نوفمبر 1944) طبيبة تشيكية وسياسية ووزيرة سابقة للصحة في جمهورية التشيك. وهي عضوة في الحزب الديمقراطي الاجتماعي التشيكي. تشغل حاليًا منصب عضو مجلس الشيوخ في برلمان جمهورية التشيك.

## الحياة السياسية
كانت في الأصل عضوًا في الحزب الشيوعي لتشيكوسلوفاكيا، وانضمت إلى الحزب الاشتراكي الديمقراطي التشيكي في عام 1994. وانتخبت في الانتخابات التشيكية لعامي 1996 و1998 لمجلس النواب، وعملت في لجنة الصحة أولًا بصفتها عضوة ثم بدأت بعد إعادة انتخابها في عام 2002 كرئيسة. في عام 2004 في حكومة ستانيسلاف جروس تم تعيينها وزيرة للصحة خلفًا لجوزيف كوبيني. عندما استقال جروس أعاد جيري باروبيك تعيينها. في انتخابات فرعية عام 2004 ترشحت لعضوية مجلس الشيوخ عن بلزن، لكنها خسرت أمام مرشح الحزب الديمقراطي الاجتماعي. خلال فترة عملها كوزيرة للصحة، أنشأت أمناء مظالم بالمستشفى للإسراع بمعالجة شكاوى المرضى. ومع ذلك خلال فترة ولايتها استمرت تكاليف الرعاية الصحية في الارتفاع بشكل كبير. تم عزلها من منصب وزيرة الصحة في 12 أغسطس 2005.
في عام 2008 تم انتخابها لعضوية الجمعية الإقليمية لمنطقة بيلسن وبعد ذلك حاكمة لتلك المنطقة. في انتخابات 2010 الفرعية لمجلس النواب تم انتخابها لمجلس النواب واستقالت من منصب المحافظ. عملت من 29 مايو 2010 حتى نهاية المدة في 20 أكتوبر 2012. في عام 2012 ترشحت مرة أخرى لمجلس الشيوخ كمرشحة للحزب الاشتراكي وانتُخبت لمدة ست سنوات. وهي نائبة رئيس لجنة مجلس الشيوخ للصحة والسياسة الاجتماعية.